# Église du Très-Saint-Sauveur de Bologne
L'église du Très-Saint-Sauveur (Chiesa di Santissimo Salvatore) est une des grandes églises historiques de Bologne en Italie. Elle se trouve à l'angle de la rue du IV Novembre et de la rue Cesare Battisti. L'église dépend de l'archidiocèse de Bologne.

## Historique

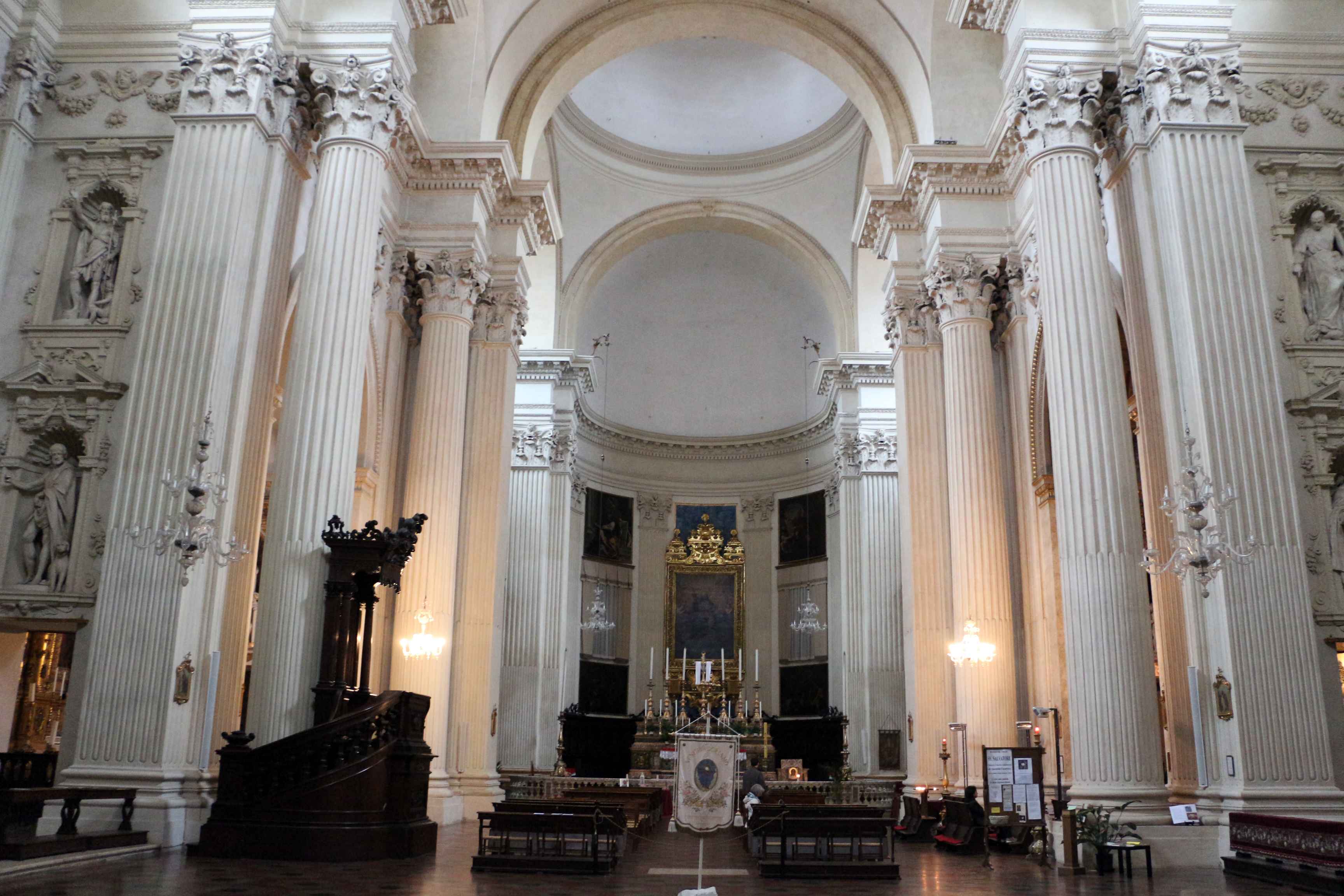
Intérieur de l'église.

Une église, dont les premiers documents écrits la mentionnant datent de 1056, est d'abord construite à cet emplacement. Les chanoines réguliers du Latran en font leur siège et construisent une nouvelle église en 1136 qui est restructurée au XVe siècle.
L'ancienne église est démolie à la fin du XVIe siècle, afin d'en construire une plus ample et plus majestueuse. Les travaux se poursuivent de 1606 à 1623 selon les plans de Vincenzo Porta d'après des dessins du Père barnabite Giovanni Ambrogio Mazenta et de l'architecte Tommaso Martelli. Seul l'ancien clocher date du  XVIe siècle.
Après près d'un millénaire de présence et de service, les chanoines ont laissé l'église du Très-Saint-Sauveur pour se consacrer plus activement à deux autres paroisses de Bologne : la paroisse Saint-Joseph-Artisan et la paroisse Saint-Augustin-et-Sainte-Monique. L'église du Très-Saint-Sauveur est confiée aux soins pastoraux de la Communauté Saint-Jean depuis 2009.

## Façade
La façade, de lignes simples, de cette église baroque abrite en quatre niches les statues des quatre évangélistes par Giovanni Tedeschi. D'autres statues sont visibles en haut de l'édifice.

## Intérieur

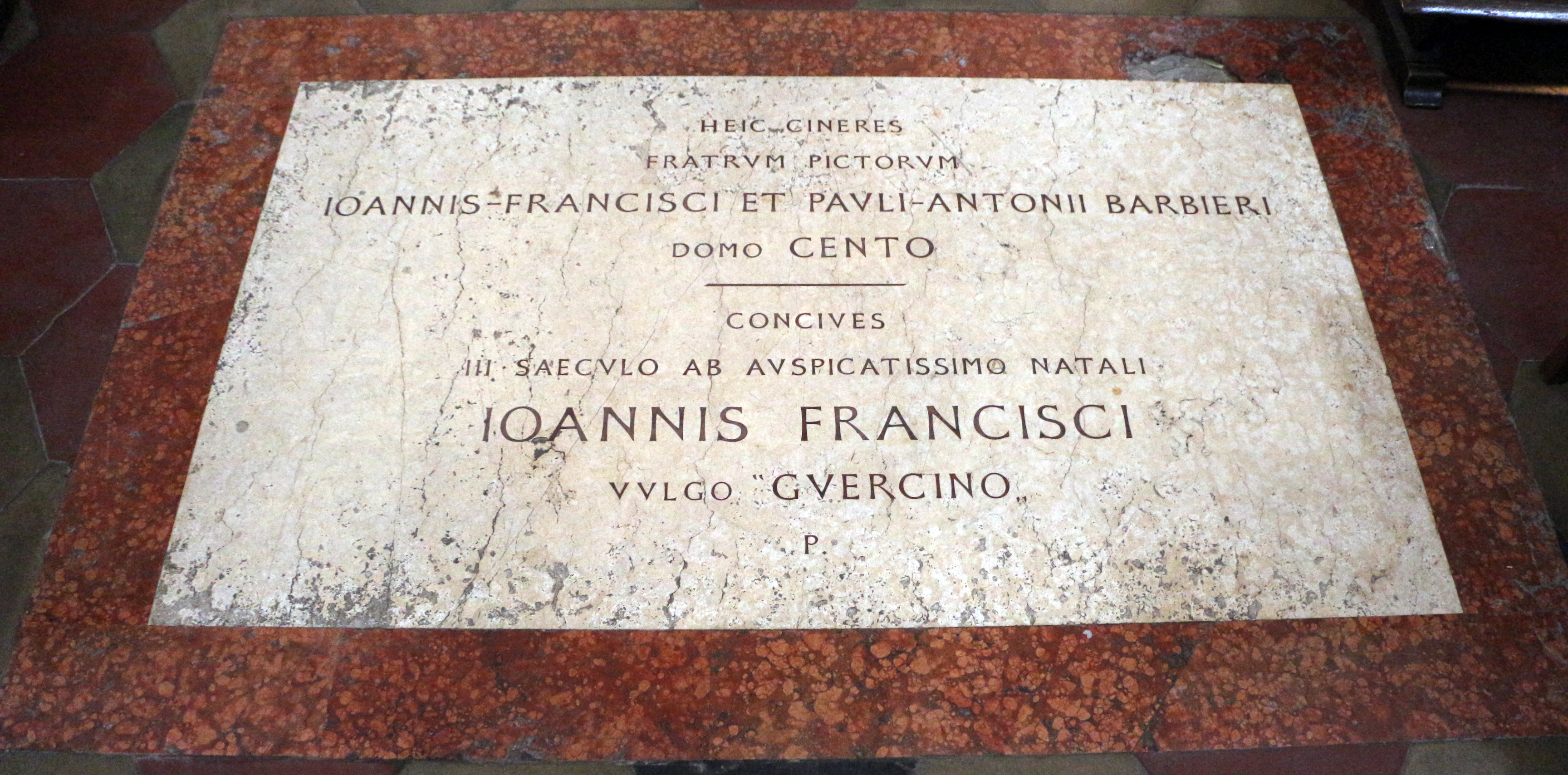
Pierre tombale du Guerchin.
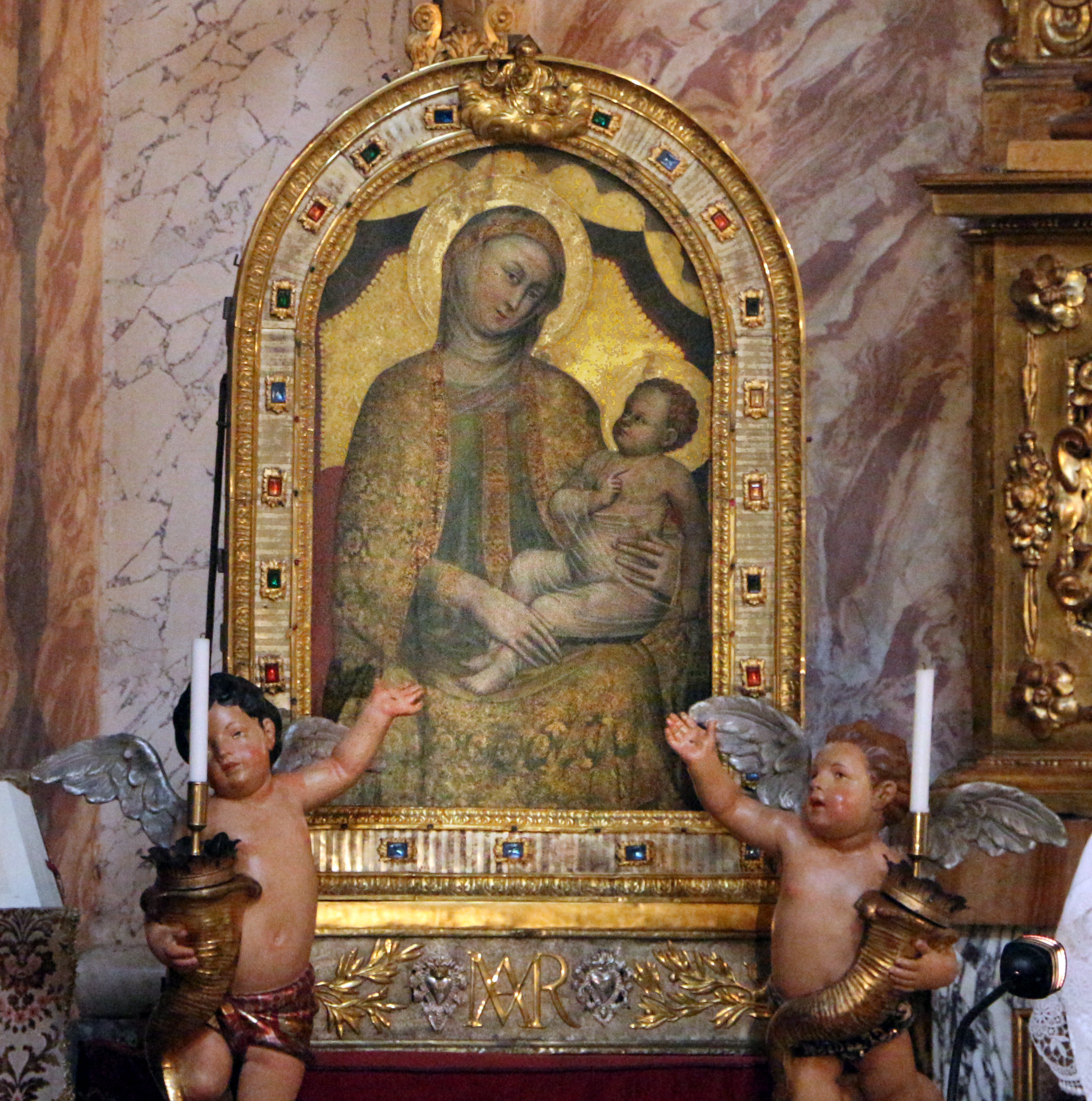
La Madone de la Victoire de Simone dei Crocifissi.
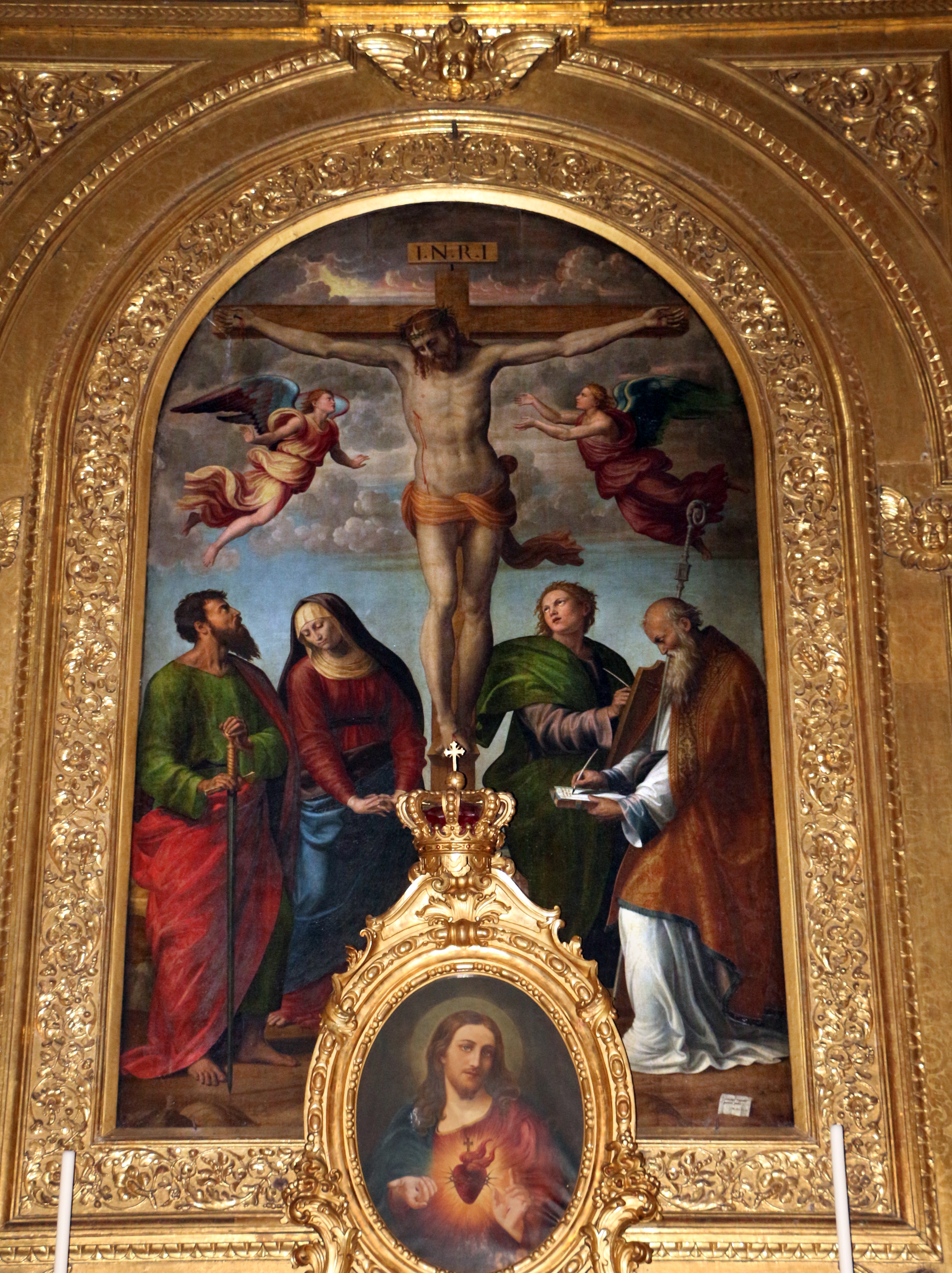
Crucifixion par Innocenzo da Imola.
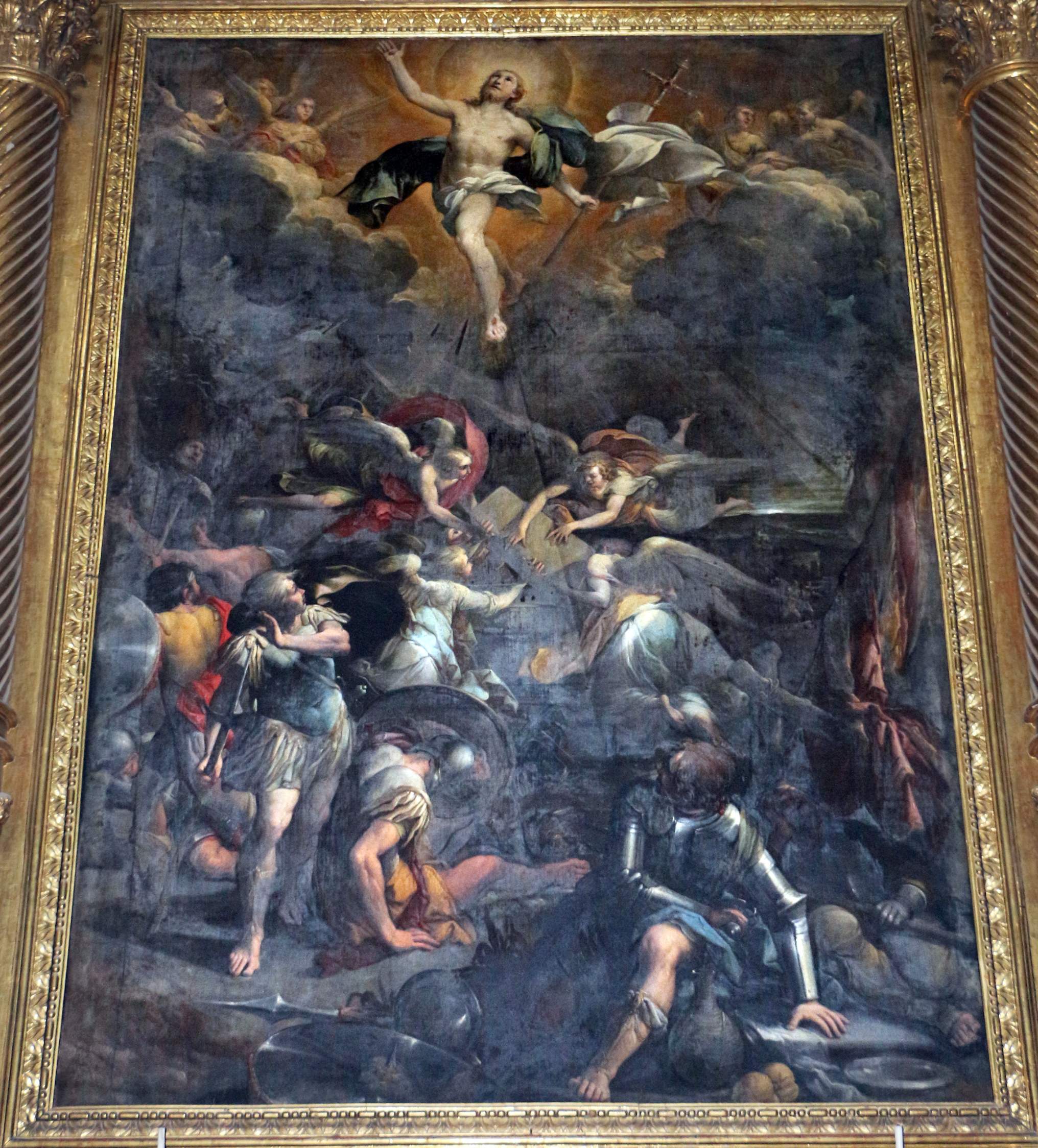
La Résurrection du Christ par  Mastelletta (1620-1625).
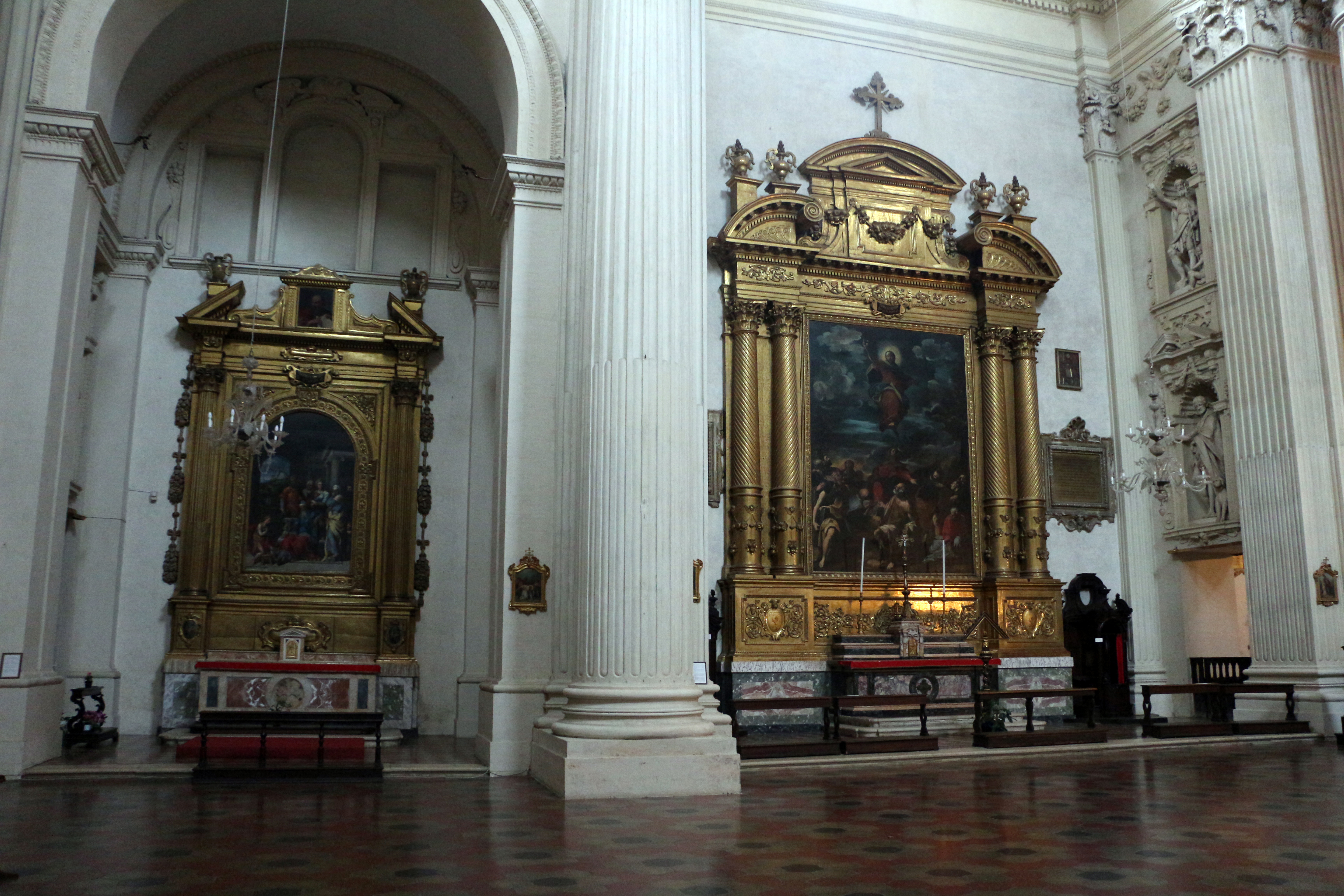
Chapelles de gauche.

L'imposant intérieur est composé d'une seul nef avec quatre chapelles latérales de chaque côté. Celles-ci conservent des œuvres d'art remarquables. Parmi les plus importantes, l'on peut distinguer :
- La Sainte Famille d'Alessandro Tiarini dans la quatrième chapelle de gauche.
- Le polyptyque de Vitale da Bologna dans la quatrième chapelle de droite : remontant à 1353, il représente Le Couronnement de la Sainte Vierge, le martyre de sainte Catherine et d'autres saints.
- La Madone de la Victoire, tableau tardif du Trecento de Lippo di Dalmasio (ou bien attribué à Simone dei Crocifissi) qui se trouvait à l'origine à l'église del Monte (aujourd'hui Villa Aldini).

On remarque au milieu du pavement la tombe du Guerchin, qui fut accueilli par les chanoines et qui avait exprimé le souhait d'être enterré chez eux en 1666.
La première chapelle à droite abrite un tableau d'Ercole Graziani le Jeune représentant Le Bienheureux Canetoli refusant la charge d'archevêque de Florence de la part de Julien de Médicis. les statues qui le flanquent, saint Augustin et saint Jérôme, sont aussi de Tedeschi.
La deuxième chapelle possède quatre sculptures de Tedeschi et de Clemente Molli. Le tableau d'autel dépeint La Résurrection par Giovanni Andrea Donducci (il Mastelletta).
La troisième chapelle est celle du remarquable tableau de La Madone de la Victoire cité plus haut. Les voûtes de la chapelle sont du  XIXe siècle et l'œuvre d'Alessandro Guardassoni et Luigi del Samoggia.
La quatrième chapelle offre une grand tableau de 1579 du Miracle du crucifix de Berytus (aujourd'hui Beyrouth) de Jacopo Coppi (Jacopo del Meglio). On remarque aussi une Présentation de la Vierge au Temple devant saint Thomas de Cantorbéry (Becket) (milieu du  XVIe siècle) par Girolamo da Treviso. Saint Thomas de Cantorbéry a étudié à l'université de Bologne. le fameux polyptyque décrit plus haut est un chef-d'œuvre du XIVe siècle.
La première chapelle de la gauche possède une toile de Saint Jean-Baptiste et des saints (1532) du Garofalo. Ensuite, la chapelle suivante possède une Ascension du début du  XVIIe siècle de Carlo Bononi restaurée par Camillo Tarozzi. Le pupitre de noyer délicieusement ouvragé est l'œuvre de Carlo Bordoni et de Ferdinando Rossi et date de 1926.
La troisième chapelle abrite un tableau de La Crucifixion avec des saints (1539) peint par Innocenzo da Imola, et flanqué de sculptures d'Andrea Guerra et Giovanni Tedeschi. La dernière chapelle présente une scène de La Nativité par Alessandro Tiarini qui aurait été prévue comme tableau du maître-autel.
Le maître-autel est l'œuvre de Camillo Ambrosi. Quatre tableaux des Prophètes l'entourent, tandis que le retable représente Le Sauveur Jésus dans toute sa gloire, tableau des mains de Giacomo Cavedone et Francesco Brizzi.

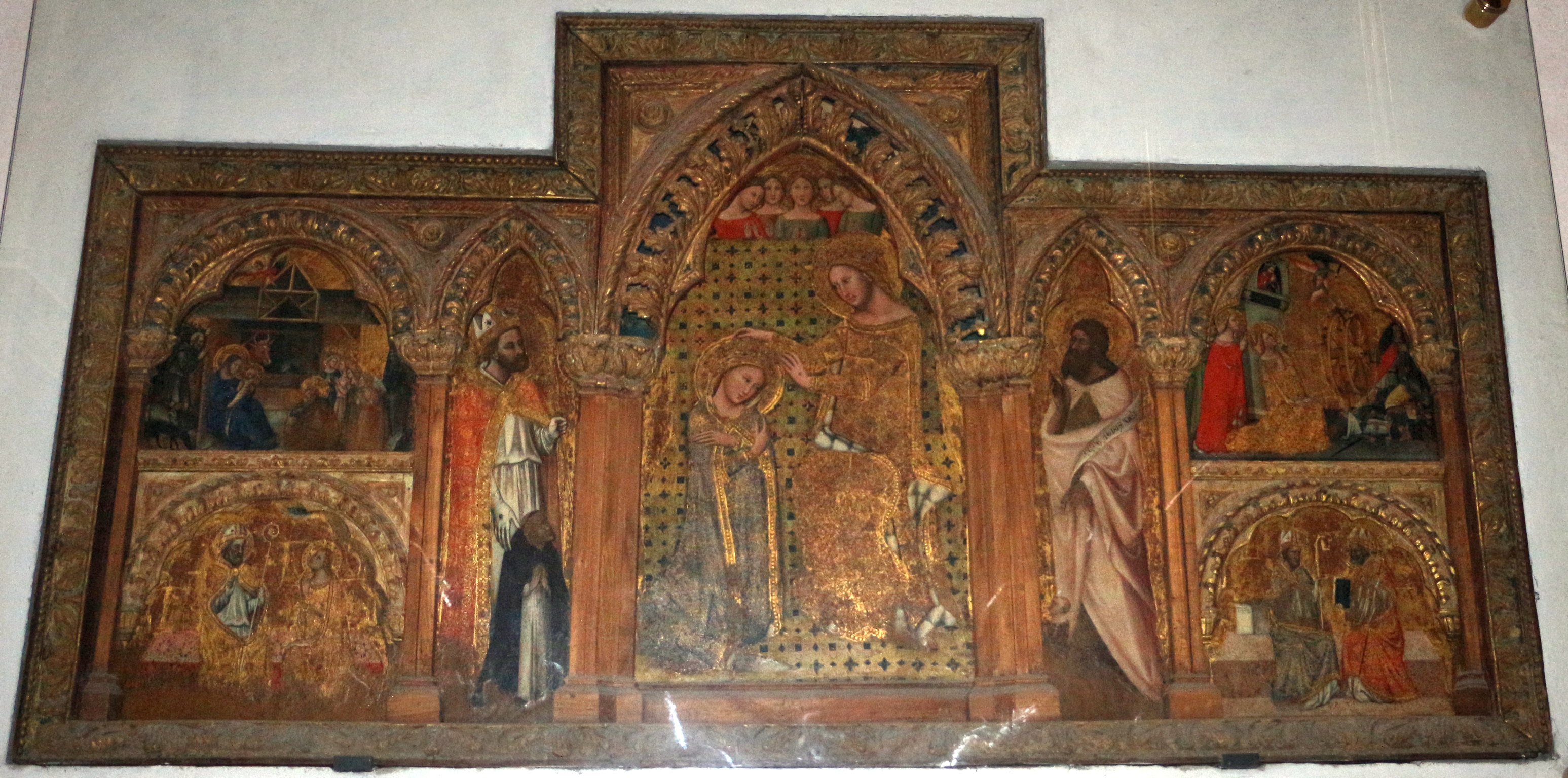
Polyptyque de Saint Thomas Becket par Vitale da Bologna.